# Montreuil-des-Landes
 Montreuil-des-Landes  es una población y comuna francesa, situada en la región de Bretaña, departamento de Ille y Vilaine, en el distrito de Rennes y cantón de Vitré-Ouest.

## Demografía
| 277 | 255 | 242 | 234 | 198 | 184 |
| Para los censos de 1962 a 1999 la población legal corresponde a la población sin duplicidades (Fuente: INSEE [Consultar]) |     |     |     |     |     |